# Xiaolongdong Huizu Yizu Xiang
Xiaolongdong Huizu Yizu Xiang (kinesiska: 小龙洞, 小龙洞回族彝族乡) är en socken i Kina. Den ligger i provinsen Yunnan, i den sydvästra delen av landet, omkring 280 kilometer nordost om provinshuvudstaden Kunming. Antalet invånare är 29 392. Befolkningen består av 14 048 kvinnor och 15 344 män. Barn under 15 år utgör 32 %, vuxna 15-64 år 62 %, och äldre över 65 år 5,0 %.
Genomsnittlig årsnederbörd är 1 008 millimeter. Den regnigaste månaden är juli, med i genomsnitt 228 mm nederbörd, och den torraste är december, med 7 mm nederbörd.